# NGC 6050A
NGC 6050A је спирална галаксија у сазвежђу Херкул која се налази на NGC листи објеката дубоког неба.
Деклинација објекта је + 17° 45' 26" а ректасцензија 16h 5m 23,5s. Привидна величина (магнитуда) објекта NGC 6050 износи 14,1 а фотографска магнитуда 14,8. NGC 6050A је још познат и под ознакама IC 1179A, UGC 10186, MCG 3-41-93, DRCG 34-156, CGCG 108-118, ARP 272, VV 220, KCPG 481B, PGC 57058.